# Austrodecus longispinum
Austrodecus longispinum är en havsspindelart som beskrevs av Stock, J.H. 1957. Austrodecus longispinum ingår i släktet Austrodecus och familjen Austrodecidae. Inga underarter finns listade.